# Ismail Jakobs
Ismail Jakobs (Colonia, 17 agosto 1999) è un calciatore tedesco naturalizzato senegalese, difensore del Galatasaray e della nazionale senegalese.

## Caratteristiche tecniche
È un terzino sinistro.

## Carriera

### Club
Cresciuto nel settore giovanile del Colonia, ha esordito in prima squadra l'8 novembre 2019 disputando l'incontro di Bundesliga perso 2-1 contro l'Hoffenheim.
Il 12 luglio 2021 viene acquistato dal Monaco.

### Nazionale
Dopo aver giocato nella nazionale tedesca Under-21 ha scelto di rappresentare il Senegal, con la cui nazionale maggiore nel 2023 ha partecipato alla Coppa d'Africa.

## Statistiche

### Presenze e reti nei club
Statistiche aggiornate al 11 luglio 2024.
| Stagione          | Squadra           | Campionato        | Campionato | Campionato | Coppe nazionali | Coppe nazionali | Coppe nazionali | Coppe continentali | Coppe continentali | Coppe continentali | Altre coppe | Altre coppe | Altre coppe | Totale | Totale | Totale |
| Stagione          | Squadra           | Comp              | Pres       | Reti       | Comp            | Pres            | Reti            | Comp               | Pres               | Reti               | Comp        | Pres        | Reti        | Pres   | Reti   |        |
| ----------------- | ----------------- | ----------------- | ---------- | ---------- | --------------- | --------------- | --------------- | ------------------ | ------------------ | ------------------ | ----------- | ----------- | ----------- | ------ | ------ | ------ |
| 2017-2018         | Colonia II        | RL                | 8          | 0          | -               | -               | -               | -                  | -                  | -                  | -           | -           | -           | 8      | 0      |        |
| 2018-2019         | Colonia II        | RL                | 17         | 3          | -               | -               | -               | -                  | -                  | -                  | -           | -           | -           | 17     | 3      |        |
| 2019-2020         | Colonia II        | RL                | 3          | 0          | -               | -               | -               | -                  | -                  | -                  | -           | -           | -           | 3      | 0      |        |
| Totale Colonia II | Totale Colonia II | Totale Colonia II | 28         | 3          |                 | -               | -               |                    | -                  | -                  |             | -           | -           | 28     | 3      |        |
| 2019-2020         | Colonia           | BL                | 20         | 2          | CG              | 0               | 0               | -                  | -                  | -                  | -           | -           | -           | 20     | 2      |        |
| 2020-2021         | Colonia           | BL                | 23+2       | 1          | CG              | 2               | 1               | -                  | -                  | -                  | -           | -           | -           | 27     | 2      |        |
| Totale Colonia    | Totale Colonia    | Totale Colonia    | 45         | 3          |                 | 2               | 1               |                    | 0                  | 0                  |             | 0           | 0           | 47     | 4      |        |
| 2021-2022         | Monaco            | L1                | 28         | 0          | CF              | 5               | 0               | UCL+UEL            | 3+3                | 0+0                | -           | -           | -           | 39     | 0      |        |
| 2022-2023         | Monaco            | L1                | 32         | 0          | CF              | 1               | 0               | UCL+UEL            | 2+6                | 0+0                | -           | -           | -           | 41     | 0      |        |
| 2023-2024         | Monaco            | L1                | 22         | 1          | CF              | 1               | 0               | -                  | -                  | -                  | -           | -           | -           | 23     | 1      |        |
| Totale Monaco     | Totale Monaco     | Totale Monaco     | 82         | 1          |                 | 7               | 0               |                    | 14                 | 0                  |             | -           | -           | 103    | 1      |        |
| Totale carriera   | Totale carriera   | Totale carriera   | 155        | 7          |                 | 9               | 1               |                    | 14                 | 0                  |             | -           | -           | 178    | 8      |        |

### Cronologia presenze e reti in nazionale
| Cronologia completa delle presenze e delle reti in nazionale ― Senegal | Cronologia completa delle presenze e delle reti in nazionale ― Senegal | Cronologia completa delle presenze e delle reti in nazionale ― Senegal | Cronologia completa delle presenze e delle reti in nazionale ― Senegal | Cronologia completa delle presenze e delle reti in nazionale ― Senegal | Cronologia completa delle presenze e delle reti in nazionale ― Senegal | Cronologia completa delle presenze e delle reti in nazionale ― Senegal | Cronologia completa delle presenze e delle reti in nazionale ― Senegal |
| Data                                                                   | Città                                                                  | In casa                                                                | Risultato                                                              | Ospiti                                                                 | Competizione                                                           | Reti                                                                   | Note                                                                   |
| ---------------------------------------------------------------------- | ---------------------------------------------------------------------- | ---------------------------------------------------------------------- | ---------------------------------------------------------------------- | ---------------------------------------------------------------------- | ---------------------------------------------------------------------- | ---------------------------------------------------------------------- | ---------------------------------------------------------------------- |
| 24-9-2022                                                              | Orléans                                                                | Senegal                                                                | 2 – 0                                                                  | Bolivia                                                                | Amichevole                                                             | -                                                                      | 85’                                                                    |
| 27-9-2022                                                              | Maria Enzersdorf                                                       | Senegal                                                                | 1 – 1                                                                  | Iran                                                                   | Amichevole                                                             | -                                                                      |                                                                        |
| 21-11-2022                                                             | Doha                                                                   | Senegal                                                                | 0 – 2                                                                  | Paesi Bassi                                                            | Mondiali 2022 - 1º turno                                               | -                                                                      | 62’                                                                    |
| 25-11-2022                                                             | Doha                                                                   | Qatar                                                                  | 1 – 3                                                                  | Senegal                                                                | Mondiali 2022 - 1º turno                                               | -                                                                      | 52’ 77’                                                                |
| 29-11-2022                                                             | Al Rayyan                                                              | Ecuador                                                                | 1 – 2                                                                  | Senegal                                                                | Mondiali 2022 - 1º turno                                               | -                                                                      |                                                                        |
| 4-12-2022                                                              | Al Khor                                                                | Inghilterra                                                            | 3 – 0                                                                  | Senegal                                                                | Mondiali 2022 - Ottavi di finale                                       | -                                                                      | 84’                                                                    |
| 17-6-2023                                                              | Cotonou                                                                | Benin                                                                  | 1 – 1                                                                  | Senegal                                                                | Qual. Coppa d'Africa 2023                                              | -                                                                      |                                                                        |
| 20-6-2023                                                              | Lisbona                                                                | Brasile                                                                | 2 – 4                                                                  | Senegal                                                                | Amichevole                                                             | -                                                                      |                                                                        |
| 12-9-2023                                                              | Dakar                                                                  | Senegal                                                                | 0 – 1                                                                  | Algeria                                                                | Amichevole                                                             | -                                                                      | 86’                                                                    |
| 16-10-2023                                                             | Lens                                                                   | Senegal                                                                | 1 – 0                                                                  | Camerun                                                                | Amichevole                                                             | -                                                                      |                                                                        |
| 18-11-2023                                                             | Diamniadio                                                             | Senegal                                                                | 4 – 0                                                                  | Sudan del Sud                                                          | Qual. Mondiali 2026                                                    | -                                                                      |                                                                        |
| 21-11-2023                                                             | Lomé                                                                   | Togo                                                                   | 0 – 0                                                                  | Senegal                                                                | Qual. Mondiali 2026                                                    | -                                                                      | 72’                                                                    |
| 8-1-2024                                                               | Diamniadio                                                             | Senegal                                                                | 1 – 0                                                                  | Niger                                                                  | Amichevole                                                             | -                                                                      | 46’                                                                    |
| 15-1-2024                                                              | Yamoussoukro                                                           | Senegal                                                                | 3 – 0                                                                  | Gambia                                                                 | Coppa d'Africa 2023 - 1º turno                                         | -                                                                      |                                                                        |
| 19-1-2024                                                              | Yamoussoukro                                                           | Senegal                                                                | 3 – 1                                                                  | Camerun                                                                | Coppa d'Africa 2023 - 1º turno                                         | -                                                                      |                                                                        |
| 23-1-2024                                                              | Yamoussoukro                                                           | Guinea                                                                 | 0 – 2                                                                  | Senegal                                                                | Coppa d'Africa 2023 - 1º turno                                         | -                                                                      | 45+2’ 88’                                                              |
| 29-1-2024                                                              | Yamoussoukro                                                           | Senegal                                                                | 1 – 1 dts (4 - 5 dtr)                                                  | Costa d'Avorio                                                         | Coppa d'Africa 2023 - Ottavi di finale                                 | -                                                                      |                                                                        |
| 22-3-2024                                                              | Amiens                                                                 | Senegal                                                                | 3 – 0                                                                  | Gabon                                                                  | Amichevole                                                             | -                                                                      | 80’                                                                    |
| 26-3-2024                                                              | Amiens                                                                 | Senegal                                                                | 1 – 0                                                                  | Benin                                                                  | Amichevole                                                             | -                                                                      |                                                                        |
| 6-9-2024                                                               | Diamniadio                                                             | Senegal                                                                | 1 – 1                                                                  | Burkina Faso                                                           | Qual. Coppa d'Africa 2025                                              | -                                                                      | 69’                                                                    |
| 9-9-2024                                                               | Bujumbura                                                              | Burundi                                                                | 0 – 1                                                                  | Senegal                                                                | Qual. Coppa d'Africa 2025                                              | -                                                                      | 90+2’                                                                  |
| 11-10-2024                                                             | Dakar                                                                  | Senegal                                                                | 4 – 0                                                                  | Malawi                                                                 | Qual. Coppa d'Africa 2025                                              | -                                                                      |                                                                        |
| 6-6-2025                                                               | Dublino                                                                | Irlanda                                                                | 1 – 1                                                                  | Senegal                                                                | Amichevole                                                             | -                                                                      | 85’                                                                    |
| Totale                                                                 |                                                                        | Presenze                                                               | 23                                                                     |                                                                        | Reti                                                                   | 0                                                                      |                                                                        |

## Palmarès

### Club

#### Competizioni nazionali
- Coppa di Turchia: 1

Galatasaray: 2024-2025
- Campionato turco: 1

Galatasaray: 2024-2025

### Nazionali
- Campionato d'Europa Under-21: 1

Ungheria/Slovenia 2021